# Best of Mano Negra
Best of Mano Negra és el segon disc recopilatori de Mano Negra. També és el darrer disc en total de la banda, ja desfeta des d'uns anys abans.

## Llista de cançons
1. "Mano Negra" – 0:58 [In the Hell of Patchinko]
2. "King Kong Five" - 1:58 [Puta's Fever]
3. "Soledad" - 2:34 [Puta's Fever]
4. "Mala Vida" - 2:53 [Patchanka]
5. "Sidi H' Bibi" - 3:27 [In the Hell of Patchinko]
6. "Rock Island Line" - 3:03 [Patchanka]
7. "Noche De Accion" - 2:45 [Patchanka]
8. "Guayaquil City" - 3:03 [Puta's Fever]
9. "Peligro" - 2:52 [Puta's Fever]
10. "Sueño De Solentiname" - 2:51 [Casa Babylon]
11. "Indios De Barcelona" - 2:01 [In the Hell of Patchinko]
12. "Mad Man's Dead" - 2:03 [In the Hell of Patchinko]
13. "Señor Matanza" - 4:06 [Casa Babylon]
14. "Out Of Time Man" - 3:25 [King Of Bongo]
15. "Pas Assez De Toi" - 2:19 [Puta's Fever]
16. "King Of Bongo" - 3:38 [King Of Bongo]
17. "Ronde De Nuit" - 2:55 [Patchanka]
18. "Patchanka" - 3:05 [Puta's Fever]
19. "Salga La Luna" - 3:34 [Patchanka]
20. "Santa Maradona" - 3:27 [Casa Babylon]
21. "El Sur" - 1:00 [Puta's Fever]
22. "Long Long Nite" - 3:28
23. "On Telefon" - 1:36 [Bande Originale du Livre]
24. "Darling Darling" - 1:45 [In the Hell of Patchinko]